# Parodi Ligure
Parodi Ligure (piemontiul: Paròd) település Olaszországban, Piemont régióban, Alessandria megyében. Lakosainak száma 604 fő (2023. január 1.).

## Népessége
A település népessége az alábbiak az alábbiak szerint alakult:
| Lakosok száma | 689  | 646  | 604  |
|               | 2017 | 2018 | 2023 |